# 山ノ内勇登ウィリアムズ
山ノ内 勇登 ウィリアムズ（やまのうち ゆうと うぃりあむず、2003年5月27日 - ）は、福島県会津若松市出身のバスケットボール選手。ポジションはパワーフォワード。

## 経歴

### 生い立ち・ハイスクール
福島県会津若松市にて、アメリカ人の父と日本人の母の間に生まれる。小学5年生まで日本で過ごした後にハワイへ、高校2年目のシーズン開幕前にロサンゼルスへ移住した。

### アースフレンズ東京Z
2021年9月24日、一時帰国してB.LEAGUEのアースフレンズ東京Zに特別指定選手として加入した。

### カレッジ

#### ラマー
2022年8月11日、NCAAディビジョンIのラマー大学へコミットした。
1年目の2022-23シーズンは28試合に先発して平均6.9得点・7.1リバウンドを記録した。

#### ポートランド
2023-24シーズンより、ポートランド大学へ転校した。このシーズンは12試合に出場して平均8.6得点・5.2リバウンドを記録した。

#### ネバダ
2023-24シーズン終了後、ワイオミング大学への転校を発表した。しかし、自身を熱心に勧誘してきたヘッドコーチのジェフ・リンダがテキサス工科大学のアシスタントコーチに就任することが決まると、同大学への転校を撤回。その後ネバダ大学への転校を発表した。

## 代表歴
2021年のFIBA U19バスケットボール・ワールドカップに日本代表で出場した。

## 個人成績

### カレッジ
| シーズン | チーム       | GP | GS | MPG  | FG%  | 3P%  | FT%  | RPG | APG | SPG | BPG | PPG |
| -------- | ------------ | -- | -- | ---- | ---- | ---- | ---- | --- | --- | --- | --- | --- |
| 2022–23  | ラマー       | 28 | 24 | 21.4 | .407 | .167 | .753 | 7.1 | .3  | .8  | .2  | 6.9 |
| 2023–24  | ポートランド | 12 | 11 | 20.1 | .438 | .356 | .567 | 5.2 | .6  | .8  | .2  | 8.6 |
| 通算     | 通算         | 40 | 35 | 21.0 | .417 | .316 | .699 | 6.5 | .4  | .8  | .2  | 7.4 |